# Міжнародний інститут в Лансі
Міжнародний інститут в Лансі (фр. Institut International de Lancy (IIL), раніше відома як Коледж Марі-Терез фр. Collège Marie-Thérèse) — приватна міжнародна школа у комуні Ґранд-Лансі (укр. Великий Лансі), яка входить до муніципалітету Лансі, що у кантоні Женева, Швейцарія.

## Коротка історія
Невдовзі після заборони у Франції релігійних громад, сестри конгрегації святого Йосипа змушені були емігрувати із Франції, і у 1903 році заснували в селі Ґранд-Лансі, що у Швейцарії, коледж Марі-Терез. На той час у коледжі навчалося близько 60 дівчаток.
1927-го у школі було відкрито секцію французького бакалаврату, що надавало можливість випускникам школи продовжувати навчання у вищих навчальних закладах Франції.
50-ті й 60-ті роки пов'язані з розвитком і розширенням школи й навчальних програм. У 1956 була урочисто відкрита нова будівля школи «Клер-Джой». Школа стала загальною для навчання хлопчиків і дівчаток. У випускних класах з'явилася спеціалізація навчальних програм та можливість їх вибору.
У 2001-му в початкових класах школи було відкрито англомовну секцію і школа стала двомовною. Школа отримала сучасну назву — «Institut International de Lancy». Із дорослішанням учнів у 2005-му двомовні навчальні програми прийшли й у середні класи школи, а пізніше — у старші. Станом на 2009 рік у школі також вивчають іспанську, італійську, російську та німецьку.
Школа запровадила в навчальний процес програму міжнародного бакалаврату і 3 квітня 2009 успішно пройшла процедуру акредитації цієї програми її власником та розробником — некомерційним освітнім фондом «International Baccalaureate®».
У 2013 школа та навчальні програми були акредитовані Cambridge International Examinations

## Акредитовані навчальні плани і програми

### Програми французького бакалаврату
IIL входить до групи швейцарських шкіл (фр. Groupement des Ecoles Suisses qui préparent au Baccalauréat Français (G.E.S.B.F.)), які навчають своїх учнів за навчальними планами і програмами французького бакалаврату, готуючи їх до вступу в університети Франції. За цими програмами студенти можуть обирати наступні напрями спеціалізації:
- S — науки (фр. scientifique) із ґрунтовними знаннями математики, фізики та хімії і біології або інженерно-технічних наук;
- ES — соціальні та економічні науки (фр. sciences économiques et sociales) із ґрунтовними знаннями математики, економіки, соціальних наук;
- L — література (фр. littéraire) із ґрунтовними знаннями французької літератури, філософії, історії і географії та іноземних мов.

### Програма для здобуття диплому «Міжнародного бакалаврату»
«IB Diploma Programme» (укр. Програма для здобуття диплома)  — програма повної загальної середньої освіти, розроблена міжнародною некомерційною приватною освітньою фундацією International Baccalaureate, орієнтована на учнів старших класів. У Франції це «другий», «перший» та «випускний» (фр. «seconde», «première», «terminale») класи.
Дипломи про середню освіту (англ. The IB diploma) надають можливість здобувати вищу освіту та приймаються і визнаються більше, ніж 2 337 університетами у 90 державах світу. Кожен університет має власну політику до зарахування студентів, які здобули IB-диплом, наприклад: Оксфордський університет вимагає 38 балів із 45 можливих. Гарвардський університет, окрім високих балів, вимагає результати стандартизованого тестування SAT, у той час, як Університет Окленда  — лише 29 балів. Навчальні програми двомовні і проводяться англійською та французькою мовами.

### Кембриджська міжнародна система оцінювання
Школа також акредитована в системі Cambridge International Examinations, що забезпечує довіру до якості освіти та визнання отриманих дипломів і атестатів. Свідоцтва про освітні рівні, отримані за цими програмами, визнаються не тільки у Сполученому Королівстві, а і у тих країнах, які прийняли у своїх національних освітніх системах аналогічні навчальні програми.

## Відомі учні
| Фото | Прізвище            | Опис                                                                    |
|      | Марія Тереза Местре | Велика герцогиня Люксембургу, дружина Великого герцога Люксембургу Анрі |